# Telenoika
Telenoika és una comunitat de creadors audiovisuals registrada com a associació cultural des del 2000. Funciona com a plataforma d'esdeveniments artístics, socials i culturals lligats a l'experimentació i a la creació amb tecnologies audiovisuals. L'organització es va crear per respondre a una manca d'accions i espais dedicats a l'emergent cultura de la videocreació en directe.

## Origen i objectius[2]
L'origen del nom Telenoika prové del concepte telenoia, paraula creada pel científic Roy Ascott per definir com la telemàtica afecta a la societat i com es pot utilitzar per compartir en un context de connectivitat global. Autodefinida com a comunitat creativa audiovisual oberta, Telenoika reuneix en l'actualitat a un grup de persones interessades en la investigació de vies alternatives de comunicació i expressió artística. Hi col·laboren músics, artistes audiovisuals, desenvolupadors de programari lliure i persones interessades en la cultura audiovisual.
Els objectius principals de Telenoika són oferir suport a artistes emergents del subsector audiovisual, omplir buits existents en el terreny de la docència de les arts visuals i visibilitzar i dignificar la creació audiovisual com a mitjà d'expressió artística. L'associació no desenvolupa un programa anual concret, però al llarg dels seus anys d'existència porta a terme de manera diferenciada activitats concretes, festivals, tallers, residències artístiques i programes de beques de creació i investigació.
La web de Telenoika és un node actiu i un eix vertebrador de l'activitat de l'associació. La pàgina és una finestra que els permet establir contactes amb altres grups, associacions o persones vinculades a les tecnologies audiovisuals. A més també es concep com un espai per mostrar i promocionar els treballs dels membres de la comunitat, les mostres públiques de difusió, seguiment dels projectes becats anualment, l'oferta de tallers i l'activitat diària en general.

## Una comunitat accessible i activa[3]
Telenoika es dirigeix a aquelles persones interessades a conèixer i experimentar amb els nous llenguatges de la creació artística. L'associació fomenta l'accés a la cultura i entén la creació artística com a camp inclusiu i participatiu. El projecte de Telenoika va dirigit a cohesionar una comunitat activa de creadors audiovisuals, a crear vincles entre les persones vinculades i afins.
Pel que fa al foment de les capacitats d'expressió de persones i col·lectivitats, Telenoika promociona el seu desenvolupament a través d'espais que poden funcionar com a altaveus de les seves necessitats, opinions o coneixements. L'organització promou la utilització de nous suports i noves maneres de comunicació, mitjançant les quals els col·laboradors o participants vehiculen els seus propis continguts.

## Creació d'una comunitat audiovisual crítica amb l'entorn[4][5][6]
L'entitat treballa amb les possibles connexions entre els espais de trobada físics (jamms en directe amb públic, projecció de documentals, tallers presencials...) i virtuals (web, videoblogs, emissions per stream). D'aquesta manera, combinant presència i absència física aconsegueixen generar processos i continguts culturals amb el col·lectiu d'usuaris com a centre del procés de creació. Telenoika adopta també el programari i les formes de distribució lliures com a eix vertebrador. No només ho fa com a recurs tècnic, sinó com a model d'intervenció social i cultural.
L'entitat es caracteritza per la promoció del treball en xarxa, la generació, l'intercanvi i traspàs de coneixement, i la creació de xarxes humanes. Tots aquests aspectes es materialitzen en una metodologia de treball en bona part assembleària i transversal, en la utilització de blocs i espais de debat virtuals, i en la lliure circulació de la informació.
Telenoika exemplifica un conjunt de dinàmiques pròpies de les organitzacions de tercer sector cultural vinculades amb la capacitat per desenvolupar accions de proximitat i excel·lència cultural:
- Es replanteja la noció tradicional de proximitat i es posa en relleu la relació de tensió entre aquestes característiques i el paper de l'art, la creació cultural i la connectivitat tecnològica per aconseguir la transformació social.
- Es qüestiona la idea d'excel·lència associada a la qualitat del producte final. De totes maneres, s'hi aposta com a alternativa per formes de construcció de coneixement i creativitat col·lectiva, per la consistència dels processos i per la regularitat i coherència de les accions sota criteris de professionalitat.
- Es fa èmfasi en l'intercanvi i traspàs de coneixement, la creació de xarxes humanes i el contacte entre creadors.